# HD 119288
HD 119288，又名BD+09 2798，SAO 120075、HR 5156，是一颗恒星，视星等为6.16，位于銀經337.96，銀緯67.74，其B1900.0坐标为赤經13h 37m 16.5s，赤緯+8° 67.74′ 44″。